# Ronald Gabriel
Ronald Gabriel est un haut fonctionnaire, gouverneur de la Banque de la république d'Haïti (BRH) depuis le 9 octobre 2023,.

## Biographie

### Études
Ronald Gabriel est détenteur d'un diplôme de technicien en planification du Centre de technique de planification et d'économie appliquée de l'université d'État d'Haïti et d'un diplôme de comptabilité de l’École de commerce Maurice Laroche. Il a ensuite fréquenté l'Université de Montréal où il a obtenu son diplôme de maîtrise en économie et finance internationale,. Il poursuit par la suite des études de doctorat en économie du développement à l’Institut des sciences, des technologies et des études avancées d’Haïti.

### Carrière
Ronald Gabriel a fait une carrière remarquable de banquier central en Haïti. Il travaille à la Banque de la république d'Haïti depuis au moins trois décennies. Il a intégré l'institution en 1990 comme économiste affecté à la Direction des Études Économiques (1990-1998) puis à la Direction des Affaires internationales (1998-1999). Par la suite, il a été nommé économiste en chef de la banque, fonction qu'il a occupé pendant plus de dix ans. De 2012 à 2015, Ronald Gabriel a occupé la fonction de coordonnateur du comité de politique monétaire de la BRH, structure qui décide de la conduite de la politique monétaire de l'institution. En 2015, il a été nommé membre du conseil d'administration de la Banque de la république d’Haïti. Comme membre du conseil, en plus des responsabilités administratives, il a entre autres joué le rôle de coordonnateur de l’Institut de formation de la Banque centrale (IFBC). En 2019, il a été promu directeur général de la BRH,. Comme directeur général, Ronald Gabriel a entre autres institué le fonds de recherche de la BRH (FDR-BRH) dont il a joué le rôle de directeur exécutif.

## Gouverneur de la Banque de la république d'Haïti
À l'issue d'un conseil des ministres tenu en date du 8 octobre 2023, Ronald Gabriel a été nommé Gouverneur de la Banque de la république d'Haïti. Il a été installé le lendemain, le 9 octobre, dans cette nouvelle fonction,,.

## Récompenses et Prix
2023 : Doctorat honoris causa décerné par l’Institut des sciences, des technologies et des études avancées d’Haïti (ISTEAH),